# إفري نعمار
إفري نعمار هو موقع أثري في المغرب. يَقع في أفسو على بُعد نحو 50 كيلومترًا جنوب مدينة الناظور.
واسمه بالفرنسية هو Grotte d'avri naamar